# Ganitajny
Ganitajny (niem. Gomtehnen) – kolonia w Polsce położona w województwie warmińsko-mazurskim, w powiecie bartoszyckim, w gminie Bartoszyce. Miejscowość wchodzi w skład sołectwa Bąsze. W latach 1975–1998 miejscowość administracyjnie należała do województwa olsztyńskiego.
W 1978 r. był to przysiółek w sołectwie Bąsze, gmina Bartoszyce.